# Radar type 381
 (mai 2025).

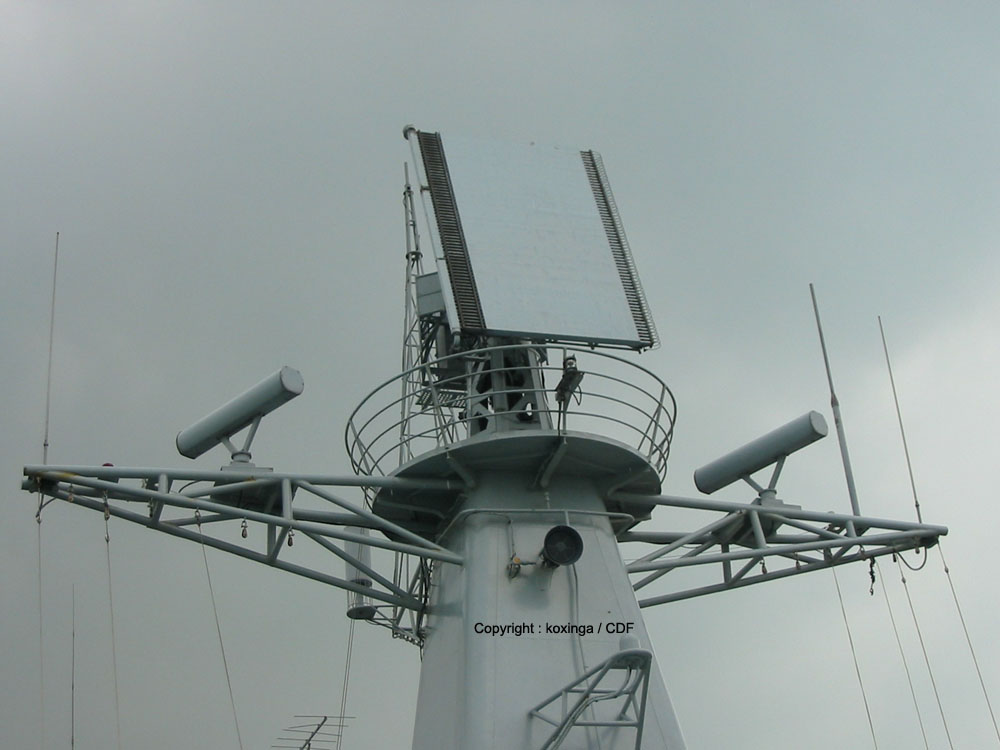
Type 381C sur un destroyer Type 051B

Le Type 381 ( nom de rapport OTAN : Rice Screen ) est un radar de recherche aérienne 3D en bande G développé par la République populaire de Chine.Il est le premier radar de recherche aérienne moderne installé sur un navire de guerre de la marine de l'Armée populaire de libération, la frégate de type 053K Yingtan.

## Variantes
- Type 381A (nom de rapport OTAN : Rice Screen)
- Type 381C (nom de rapport OTAN : Rice Shield)

### Sources
- Jane's Fighting Ships 1989-90, Jane's Information Group, 1989 (ISBN 978-0710608864)
- Jane's Fighting Ships 2004-2005, Jane's Information Group, 2004 (ISBN 0-7106-2623-1)
- Jane's Fighting Ships 2009-2010, Jane's Information Group, 2009 (ISBN 978-0-7106-2888-6)